# Kẻ trộm Mặt Trăng 4
Kẻ trộm Mặt Trăng 4 (tên tiếng Anh: Despicable Me 4) là bộ phim hoạt hình thuộc thể loại hài được sản xuất bởi Illumination và do Universal Pictures phân phối. Đây là phần phim hậu truyện của Kẻ trộm mặt trăng 3 (2017) và đồng thời cũng là phần phim chính thứ tư kiêm tác phẩm thứ sáu trong loạt phim Kẻ trộm Mặt Trăng. Phim sẽ được đạo diễn bởi Chris Renaud với kịch bản do Mike White - Ken Daurio chấp bút và do Chris Meledandri và Brett Hoffman đảm nhận vai trò sản xuất.
Quá trình phát triển phần phim thứ tư của Kẻ trộm Mặt Trăng được bắt đầu vào tháng 9, 2017 và chính thức được xác nhận vào tháng 2, 2022 với Renaud, Delage và White là những cái tên được xem xét lựa chọn vào các vị trí lần lượt là đạo diễn, đồng đạo diễn và biên kịch. Bộ phim chính thức bước vào giai đoạn sản xuất vào tháng 6 năm 2022. Dàn diễn viên lồng tiếng chính của phim cũng được công bố vào tháng 1 năm 2024 với Hoffman và Daurio được tiết lộ sẽ tham gia phim với vai trò đồng sản xuất và đồng biên kịch.
Kẻ trộm Mặt Trăng 4 được công chiếu tại các rạp Hoa Kỳ vào ngày 3 tháng 7 năm 2024. Và tại Việt Nam, phim chính thức ra rạp vào ngày 5 tháng 7 năm 2024.

## Lồng tiếng
- Steve Carell lồng tiếng vai Gru
- Kristen Wiig lồng tiếng vai Lucy Wilde
- Will Ferrell lồng tiếng vai Maxime Le Mal
- Joey King lồng tiếng vai Poppy[2]
- Sofía Vergara lồng tiếng vai Valentina
- Miranda Cosgrove lồng tiếng vai Margo
- Steve Coogan lồng tiếng vai Silas Ramsbottom
- Pierre Coffin lồng tiếng vai Minions
- Dana Gaier lồng tiếng vai Edith
- Madison Polan lồng tiếng vai Agnes

Ngoài ra, phim còn có sự tham gia lồng tiếng của Stephen Colbert, Chloe Fineman và Chris Renaud trong các vai diễn chưa được tiết lộ.